# Tailend Nunatak
Tailend Nunatak är en nunatak i Antarktis. Den ligger i Östantarktis. Argentina och Storbritannien gör anspråk på området. Toppen på Tailend Nunatak är 535 meter över havet.
Terrängen runt Tailend Nunatak är huvudsakligen platt, men åt sydost är den kuperad. Terrängen runt Tailend Nunatak sluttar västerut. Trakten är obefolkad. Det finns inga samhällen i närheten.